# Аманова, Светлана Геннадьевна
Светлана Геннадьевна Аманова (род. 29 апреля 1961, Москва) — советская и российская актриса театра и кино, народная артистка России (2006).

## Биография
Светлана Аманова родилась 29 апреля 1961 года в Москве. Окончила Высшее театральное училище имени М. С. Щепкина.
С 1982 года служит в Малом театре. Руководитель детской театральной студии Дома творчества Юго-Западного округа Москвы.
Делегат XII Всемирного фестиваля молодёжи и студентов в Москве (1985 год).

### Личная жизнь
- Бывший муж — Павел Гусев, журналист и редактор.
  - Дочь: Екатерина Гусева.
- Была в отношениях с Виталием Соломиным[5].

## Театральные работы

### Малый театр
- 1982 — «Ревнивая к себе самой» — Магдалена
- 1983 — «Выбор» — Вика
- 1984 — «Дети Ванюшина» — Аня
- 1984 — «Живой труп» — Маша
- 1984 — «На всякого мудреца довольно простоты» — Машенька
- 1986 — «Доходное место» — Полина
- 1987 — «Зыковы» — Павла
- 1987 — «Горе от ума» — Софья
- 1988 — «Красавец мужчина» — Зоя
- 1989 — «Ночь игуаны» — Мэксин
- 1989 — «Горе от ума» — Софья
- 1989 — «Хищники» — Ольга
- 1990 — «Дикарка» — Варя
- 1991 — «Детоубийца» — Гамильтон
- 1991 — «Кетхен из Гейльбронна, или Испытание огнём» — Кунигунда фон Турнек
- 1992 — «Обрыв» — Вера
- 1993 — «Дядя Ваня» — Елена Андреевна
- 1995 — «Таланты и поклонники» — Негина
- 1997 — «Волки и овцы» — Купавина
- 1998 — «Бешеные деньги» — Лидия
- 2004 — «Свадьба, свадьба, свадьба!» — Змеюкина
- 2007 — «Вишнёвый сад» — Раневская
- 2000 — «Горе от ума» — Наталья Дмитриевна
- 2008 — «Дети солнца» — Елена Николаевна
- 2015 — «Восемь любящих женщин» — Габи

### Театр имени Л. Варпаховского (Монреаль, Канада)
- 2001 — «Волки и овцы» —  Евлампия Купавина

## Фильмография
| Год  |     | Название                         | Роль                                        |
| ---- | --- | -------------------------------- | ------------------------------------------- |
| 1982 | ф   | С вечера до полудня              | Катя                                        |
| 1982 | ф   | Путешествие будет приятным       | Люда                                        |
| 1982 | ф   | Спортлото-82                     | Таня                                        |
| 1985 | ф   | Зимний вечер в Гаграх            | Лена                                        |
| 1985 | ф   | Накануне                         | Елена                                       |
| 1989 | ф   | Лестница                         | Лариса Павловна                             |
| 1992 | ф   | Время Вашей жизни                | Имя персонажа не указано                    |
| 1992 | ф   | Ричард Львиное Сердце            | Беренгария, королева Англии                 |
| 1993 | ф   | Русский бизнес                   | иностранка                                  |
| 1993 | ф   | Рыцарь Кеннет                    | Беренгария, королева Англии                 |
| 1995 | ф   | Барышня-крестьянка               | Амалия, сестра Колбиной                     |
| 1996 | ф   | Лиза и Элиза                     | королева (и её сестра-близнец)              |
| 1997 | кор | В Париже                         | Она — главная роль                          |
| 2002 | ф   | Простые истины                   | Мать Леры Прониной                          |
| 2003 | ф   | Спас под берёзами                | Зина, жена Сергея                           |
| 2003 | ф   | Бедная Настя                     | Сесиль де Воланж, хозяйка борделя           |
| 2009 | ф   | Маргоша                          | Тамара Ивановна Реброва, мать Игоря Реброва |
| 2011 | ф   | Серафима прекрасная              | Полина Сергеевна, подруга Серафимы          |
| 2012 | ф   | Одинокий волк                    | вдова Боева                                 |
| 2014 | ф   | Дневник мамы первоклассника      | эпизод                                      |
| 2015 | ф   | Конец прекрасной эпохи           | Люба, сотрудница ленинградского журнала     |
| 2016 | тсп | Восемь любящих женщин            | Габи                                        |
| 2017 | ф   | Анна Каренина. История Вронского | графиня Лидия Ивановна                      |

## Награды
- Народная артистка Российской Федерации (2006)[2]
- Заслуженная артистка Российской Федерации (31 декабря 1992) — за заслуги в области искусства[6]